# Ланнуа (кантон)
Ланнуа́ (фр. Lannoy) — упраздненный кантон во Франции, регион Нор — Па-де-Кале, департамент Нор. Входил в состав округа Лилль.
В состав кантона входили коммуны (население по данным Национального института статистики за 2011 г.):
- Ам (17 988 чел.)
- Анстен (1 313 чел.)
- Безье (4 512 чел.)
- Виллем (3 030 чел.)
- Грюзон (1 147 чел.)
- Ланнуа (1 793 чел.)
- Лерс (9 343 чел.)
- Ли-ле-Ланнуа (13 378 чел.)
- Саи-ле-Ланнуа (1 752 чел.)
- Трессен (1 289 чел.)
- Туффле (3 988 чел.)
- Форе-сюр-Марк (1 452 чел.)
- Шеран (3 001 чел.)

## Экономика
Структура занятости населения:
- сельское хозяйство — 0,8 %
- промышленность — 16,5 %
- строительство — 6,5 %
- торговля, транспорт и сфера услуг — 51,1 %
- государственные и муниципальные службы — 25,1 %

Уровень безработицы (2011) - 12,1 % (Франция в целом - 12,8 %, департамент Нор - 16,3 %). 

Среднегодовой доход на 1 человека, евро (2011) - 27 904 (Франция в целом - 25 140, департамент Нор - 22 405).

## Политика
Жители кантона придерживались правых взглядов. На президентских выборах 2012 г. они отдали в 1-м туре Николя Саркози 31,9 % голосов против 25,9 % у Франсуа Олланда и 18,9 % у Марин Ле Пен, во 2-м туре в кантоне победил Саркози, получивший 55,6 % голосов (2007 г. 1 тур: Саркози - 35,8 %, Сеголен Руаяль - 22,2 %; 2 тур: Саркози - 58,8 %). На выборах в Национальное собрание в 2012 г. кантон был разделен на два округа, и в обоих случаях его жители поддержали кандидатов «правых» — действующих депутатов Тьерри Лазаро по 6-му избирательному округу (39,6 % голосов в 1-м туре и 56,0 % — во 2-м туре) и Франсиса Веркамера, мэра города Ам, по 7-му избирательному округу (42,2 % голосов в 1-м туре и 57,4 % — во 2-м туре). На региональных выборах 2010 года в 1-м туре победил список «правых», собравший 29,2 % голосов против 25,5 % у занявшего 2-е место списка социалистов. Во 2-м туре единый «левый список» с участием социалистов, коммунистов и «зелёных» во главе с Президентом регионального совета Нор-Па-де-Кале Даниэлем Першероном получил 44,7 % голосов, «правый» список во главе с сенатором Валери Летар занял второе место с 36,9 %, а Национальный фронт Марин Ле Пен с 18,4 % финишировал третьим.
|  | Кандидат       | Партия                  | % голосов |
|  | -------------- | ----------------------- | --------- |
|  | Жоэль Коттени  | Новый центр             | 52,99     |
|  | Джосия Ванкойи | Социалистическая партия | 47,01     |

|  | Кандидат       | Партия                  | % голосов |
|  | -------------- | ----------------------- | --------- |
|  | Джосия Ванкойи | Социалистическая партия | 45,87     |
|  | Даниэль Шабасс | Правые партии           | 37,55     |
|  | Анри Бертен    | Национальный фронт      | 16,58     |